# رود پارنو
رود پارنو (استونیایی: Pärnu jõgi) رودی در کشور استونی است.
طول این رود ۱۴۴ کیلومتر است و در شهرستان‌های پارنو و یاروا جریان دارد و به خلیج ریگا میریزد.

## نگارخانه

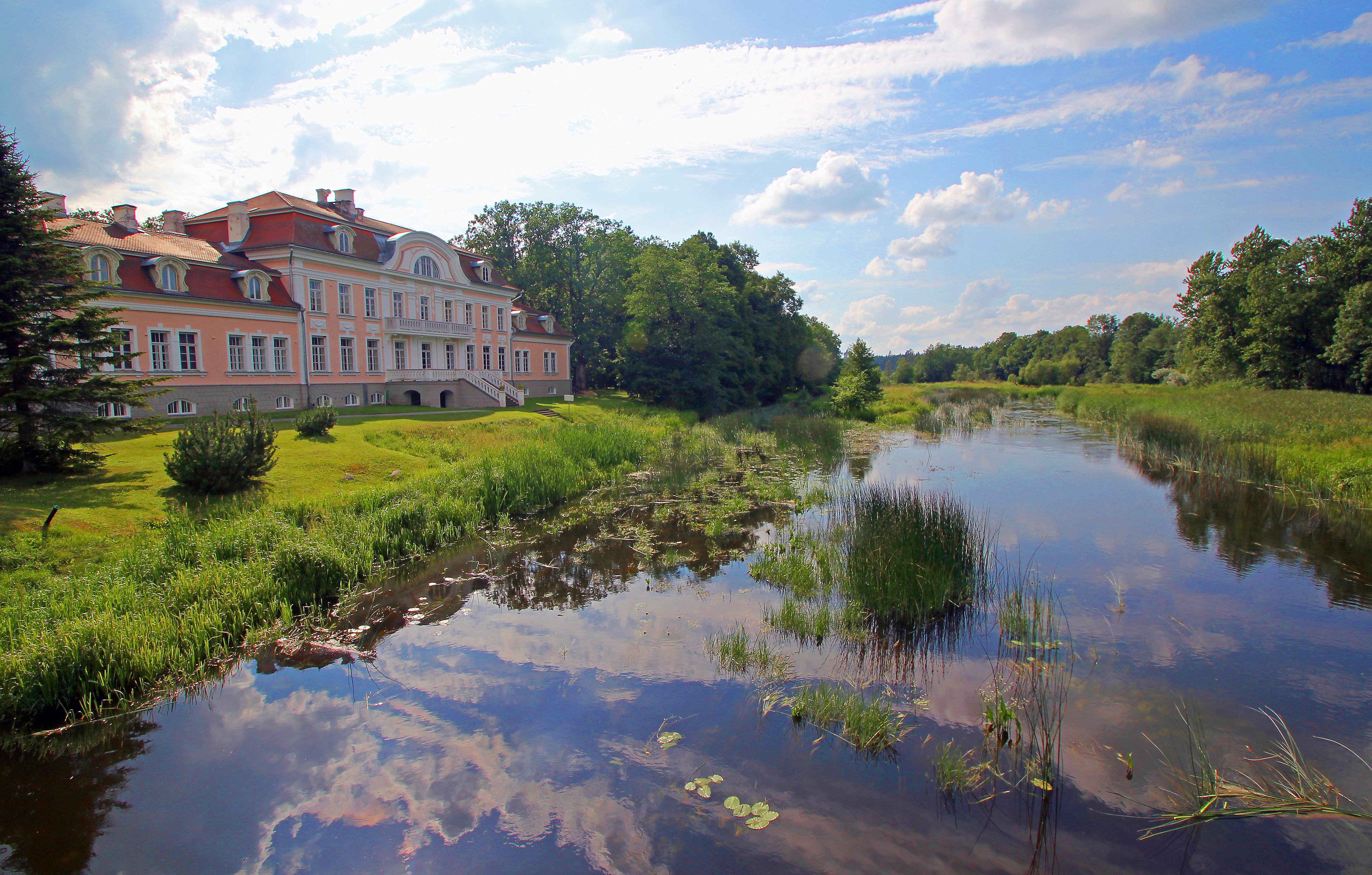
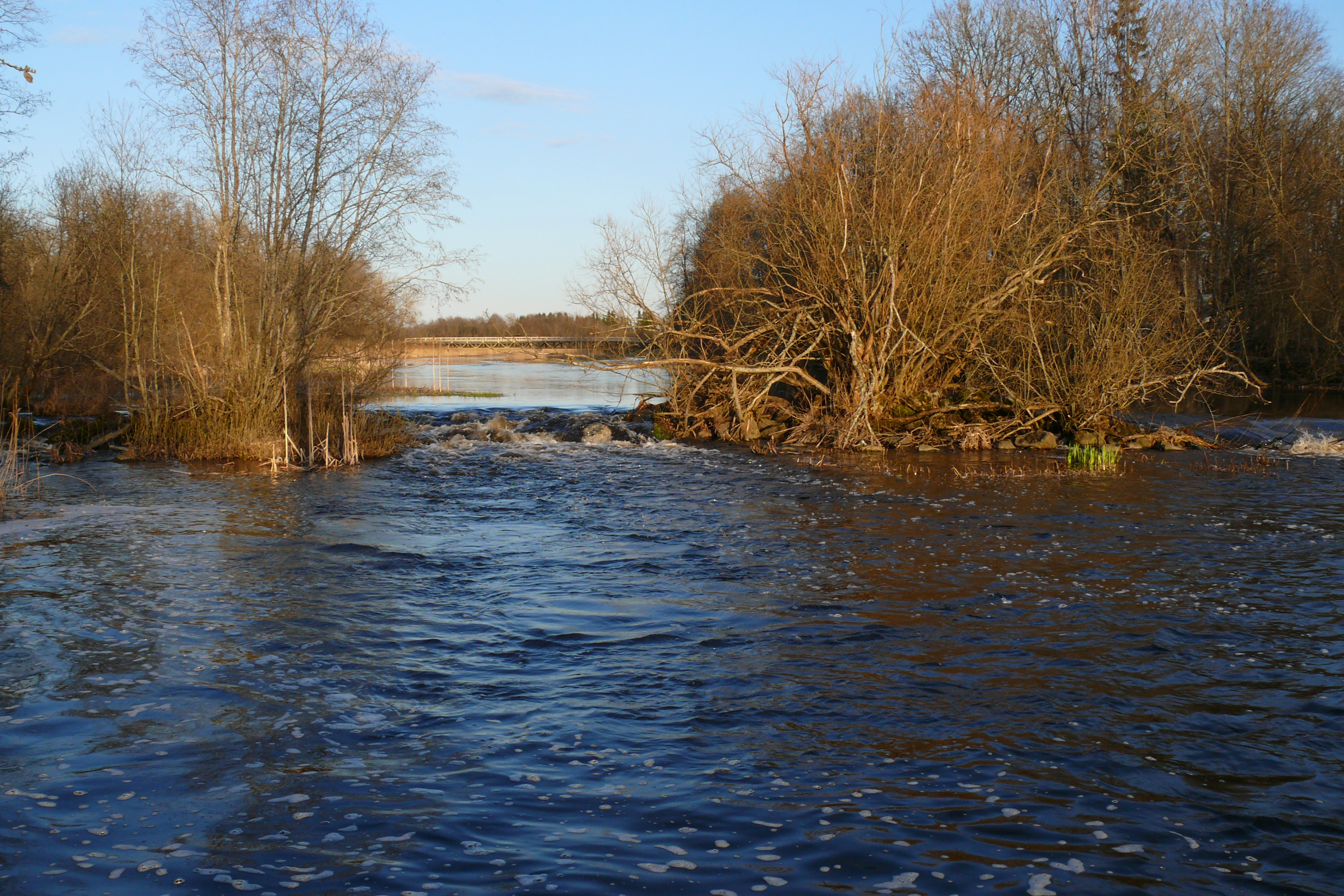
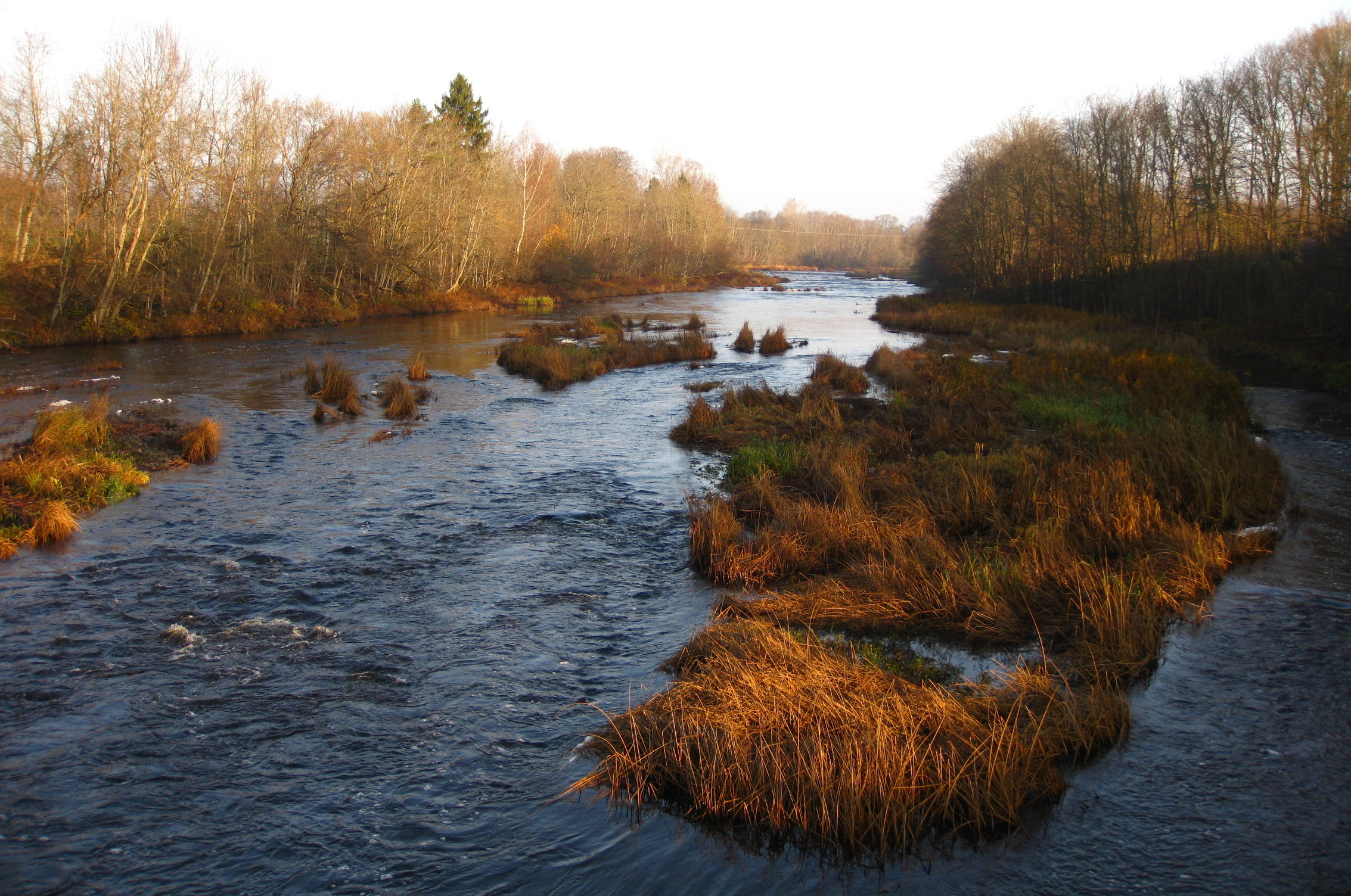
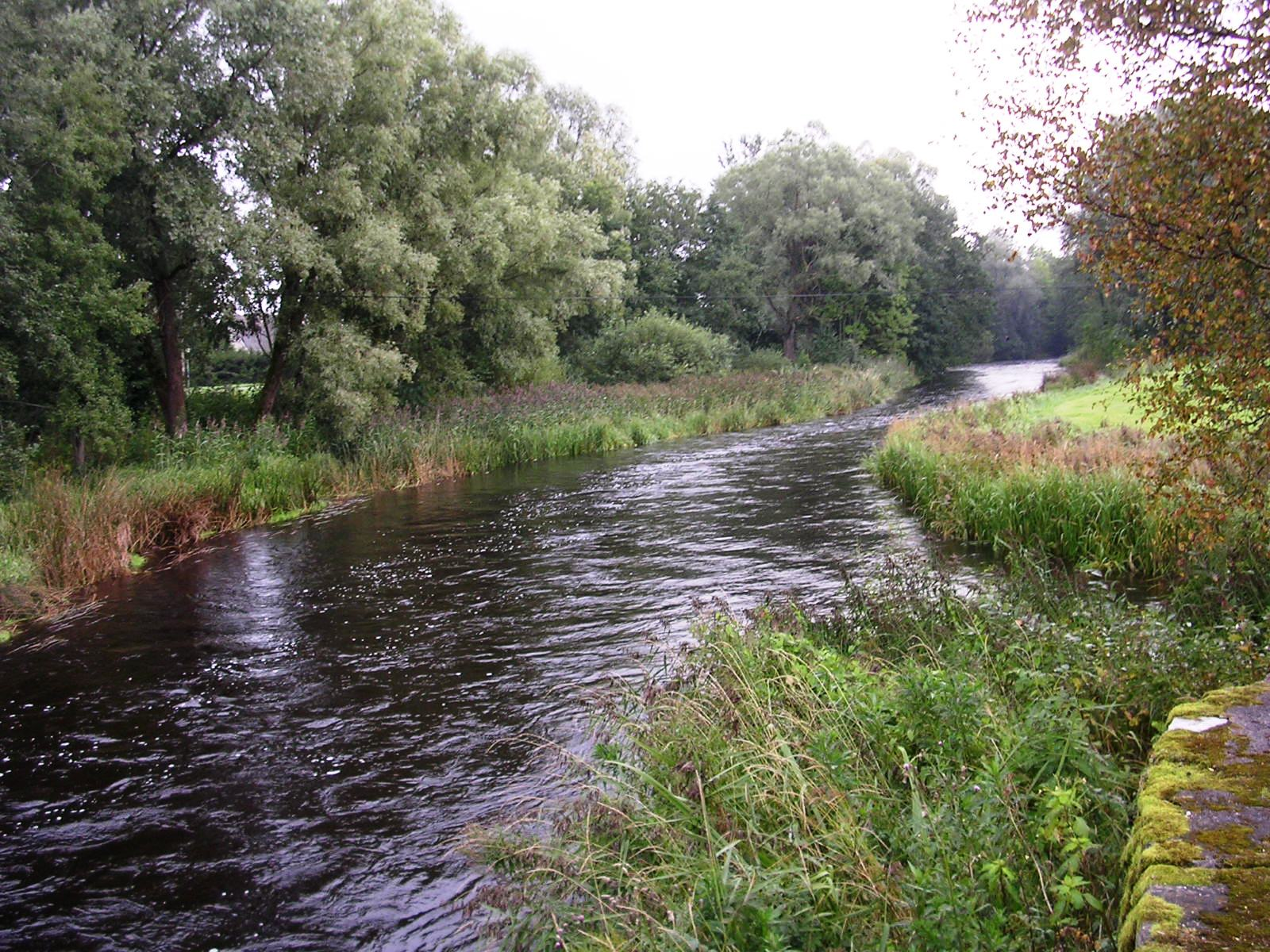
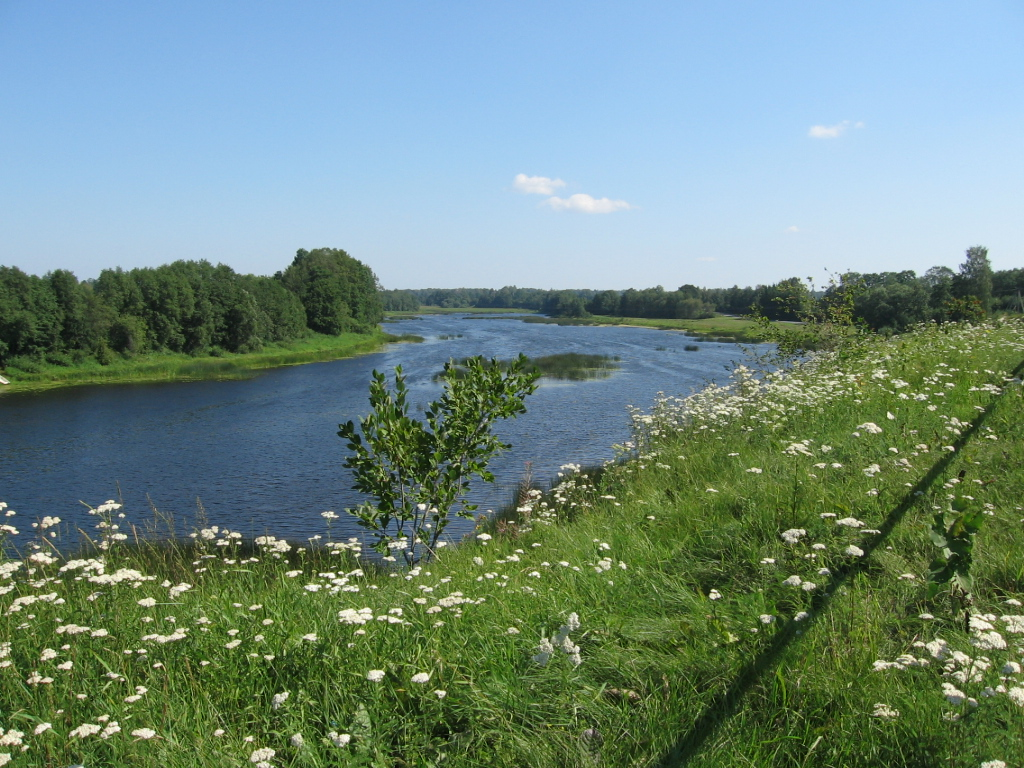
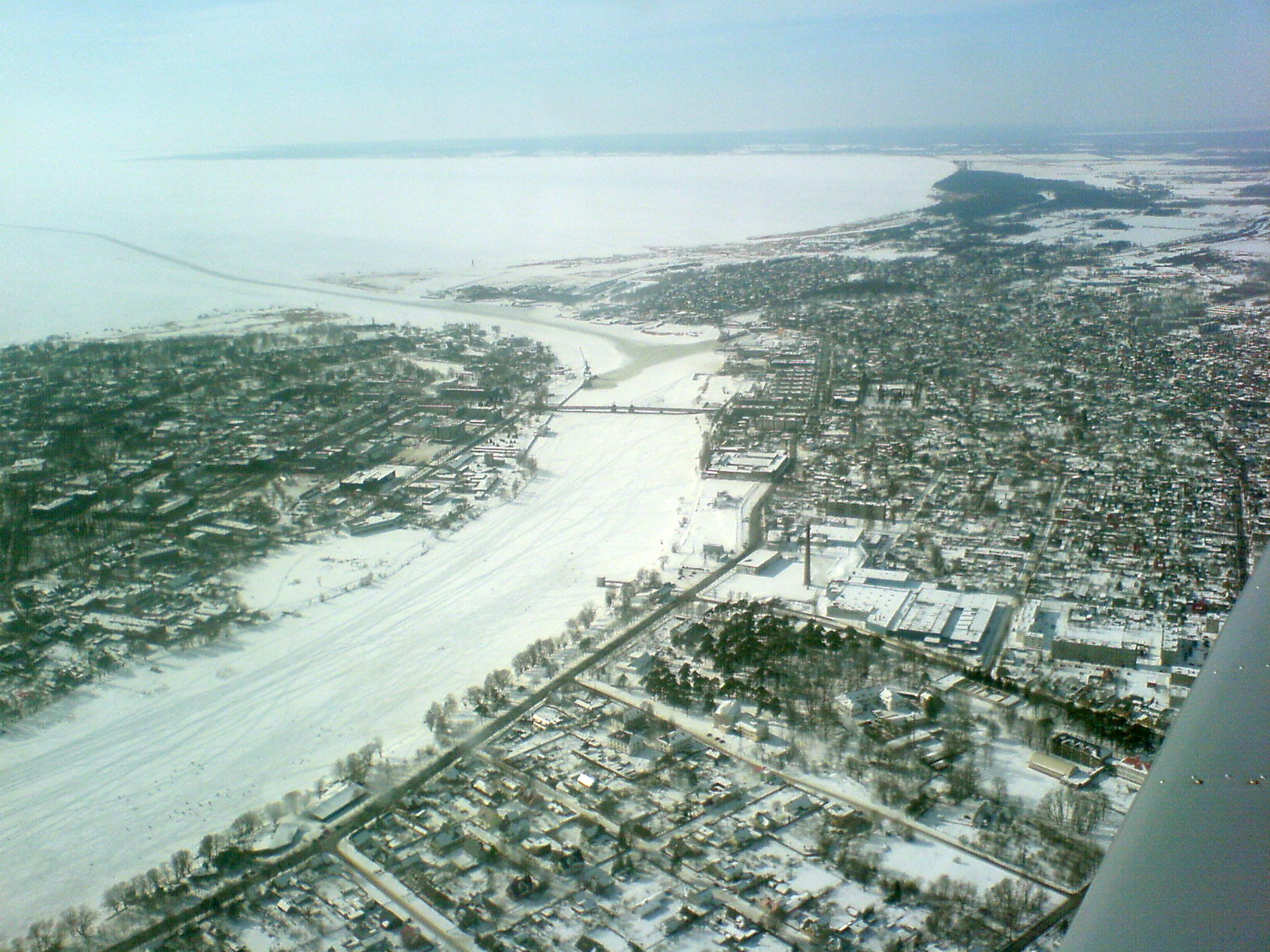